# Klassifizierung der Planeten
Dieser Artikel behandelt die Klassifizierung von Planeten in der Astronomie. Dieser Zweig ist aktuell Bestandteil intensiver Forschung, weswegen ständig neue Planetenklassen vorgeschlagen werden, welche aber nach heutigem Stand (2025) noch in kein grundsätzliches Schema eingeteilt werden können.

## Einleitung
Die Klassifizierung von Planeten ist erst in der Entstehung begriffen, nachdem traditionell lediglich die Planeten des Sonnensystems eingeteilt werden konnten. Die älteste Einteilung kannte nur zwei Kategorien, die Gesteinsplaneten und die Gasplaneten (Gasriesen). Ursprünglich schloss der Begriff Gasplanet auch Uranus und Neptun ein, heute jedoch zählen viele Astronomen Uranus und Neptun zur eigenen Klasse der Eisriesen.
Es sind zwar mittlerweile einige tausend Exoplaneten bekannt, jedoch ist das nur ein Bruchteil im Vergleich zur Anzahl an bekannten Sternen. Ebenso ist es nach wie vor sehr schwierig, die zur genaueren Bestimmung erforderlichen Parameter zu messen.
Experimentell lassen sich die meisten Eigenschaften am besten durch Kombination einer Messung mittels der Transitmethode und der Radialgeschwindigkeitsmethode bestimmen. Bei einigen Exoplaneten ist sogar die Bestimmung von gewissen Bestandteilen der Atmosphäre gelungen (siehe auch WASP-12b).
Nachfolgende Eigenschaften führen momentan zu einer Einteilung in einen bestimmten Typ von Planet:
- Masse
- Dichte bzw. Radius. Auf der Dichte basierend Vermutungen über die chemische Zusammensetzung
- Oberflächentemperatur, resp. Entfernung zum Heimatstern, wobei hier vor allem die habitable Zone wichtig ist
- Atmosphäre
- Bahnparameter bzw. Exzentrizität
- (Albedo)

### Messprinzipien
- siehe Exoplanet#Indirekte Nachweismethoden
- siehe Exoplanet#Direkte Beobachtung

## Vorgeschlagene Klassifizierungen

### PHL-Klassifizierung
Das Planetary Habitability Laboratory (PHL) ist ein Forschungsprojekt mit dem Ziel die Bewohnbarkeit des Sonnensystems und von Exoplaneten abzuschätzen. Das PHL wird dabei von der University of Puerto Rico at Arecibo betreut.
Die Klassifikation des PHL basiert aktuell (2022) auf drei abschätzbaren Eigenschaften von Exoplaneten. Diese Klassifikation wird von der Institution selbst als Periodensystem der Exoplaneten bezeichnet.
- die Spektralklasse des Zentralsterns
- die Position des Planeten im entsprechenden Sonnensystem
- die Größe des Planeten

#### Temperatur
Die ersten beiden Eigenschaften Spektralklasse und Position des Planeten werden kombiniert zu einer Aussage über die Gleichgewichtstemperatur des Planeten bei einer angenommenen Bond-Albedo von 0.3 (Erde = 255 K). Die effektiven Oberflächentemperaturen werden aufgrund der Atmosphäre  (Treibhauseffekt) als höher angenommen. Die globale Oberflächentemperatur der Erde zum Beispiel mit 288 K bzw. 15 °C etwa 30 K höher. Es entstehen die drei temperaturabhängigen Klassen, wobei nur die "Warm-Zone" als habitable Zone zu verstehen ist. (Die Spektralklasse des Sterns wird zusätzlich angegeben, da zum Beispiel Rote Zwerge zu Flares neigen und zu große Sterne eine zu geringe Lebensdauer haben.)
- Hot, Warm und Cold

#### Größe
Die Größe des Planeten führt zu einer Einteilung entweder nach seiner Masse und/oder seinem Radius. Es sind 6 Größenklassen definiert:
| Klassenname  | Kommentar                   | Bereich der Masse (M⊕) | Bereich des Radius (R⊕) |
| ------------ | --------------------------- | ---------------------- | ----------------------- |
| Miniterran   | ca. Merkurgröße             | 10−5 bis 0.1           | 0.03 bis 0.4            |
| Subterrans   | ca. Marsgröße               | 0.1 bis 0.5            | 0.4 bis 0.8             |
| Terrans      | ca. Erdgröße                | 0.5 bis 5              | 0.8 bis 1.5             |
| Superterrans | Supererden und Mini-Neptuns | 5 bis 10               | 1.5 bis 2.5             |
| Neptunians   | ca. Neptungröße             | 10 bis 50              | 2.5 bis 6               |
| Jovians      | ca. Jupitergröße            | > 50                   | > 6                     |

#### Entstehende PHL-Klassen
Die Erde kann in diesem System als G-Warm-Terran eingeteilt werden (siehe auch Liste potentiell bewohnbarer Planeten). Der nächste Exoplanet Proxima b, welcher der Erde recht ähnlich ist nach bisherigen Erkenntnissen, fällt in die Kategorie M-Warm-Terran, da Proxima Centauri als Roter Zwerg lediglich die Spektralklasse M hat.

### Beispiel einer Klassifizierung in einer Studie 2019
Im Rahmen einer Studie von Tuomi et al. wurden die Planeten lediglich aufgrund ihrer maximalen Masse eingeteilt. Dies liegt daran, dass mit der Radialgeschwindigkeitsmethode meist lediglich eine Aussage über die maximale Masse möglich ist. Zusätzlich wurde bewertet, ob die Planeten sich innerhalb der habitablen Zone befinden (HZ) oder in den heißeren (H) oder kälteren (C) Bereichen.
| Klassenname                  | Bereich der Masse (M⊕)                                     |
| ---------------------------- | ---------------------------------------------------------- |
| Erdähnlich (Earth)           | < 2                                                        |
| Supererde (super-Earth)      | < 10                                                       |
| Mini-Neptun (mini-Neptune)   | < Neptunmasse (~20)                                        |
| Neptun (Neptune)             | < Saturnmasse (~100), ungefähr im Bereich der Neptunmasse  |
| Super-Neptun (super-Neptune) | < Saturnmasse, aber sicherlich massereicher als Neptun     |
| Riese (Giant)                | < 13 MJ, also auf alle Fälle kleiner als ein Brauner Zwerg |

## Wichtige Planetenklassen
Neben den bereits aus dem Sonnensystem bekannten klassischen Gesteinsplaneten, Gasriesen und Eisriesen, haben die Beobachtungen von Exoplaneten zu einigen Neuentdeckungen geführt. Die wichtigsten davon sind die Nachfolgenden.

### Hot Jupiter
Die Hot Jupiters unterscheiden sich von den gewöhnlichen Gasriesen vor allem durch die extreme Sternnähe. Diese Sternnähe macht sie besonders einfach detektierbar mittels der Radialgeschwindigkeitsmethode, weshalb sie zu Beginn der Entdeckung der Exoplaneten auch dominierten. Hot Jupiter haben oftmals extrem geringe Umlaufzeiten von einigen Tagen und zeichnen sich ebenfalls durch eine verhältnismäßig geringe Dichte aus. Die geringe Dichte ist die Folge der extremen Temperaturen auf diesen Planeten, wodurch diese sich ausdehnen.

### Hot Neptune
Die Hot Neptunes sind den Hot Jupiters sehr ähnlich. Der größte Unterschied ist ihre deutlich geringere Masse. Auch sie sind relativ einfach zu detektieren aufgrund ihrer großen Nähe zum Stern.

### Supererde
Bei den Supererden handelt es sich um eine in unserem Sonnensystem nicht vorhandene Art von Planet. Sie zeichnen sich aus durch die Masse, welche einerseits diejenige der Erde teils deutlich übersteigt, andererseits aber unter derjenigen des Uranus liegt. Es wird angenommen, dass die meisten Supererden noch Gesteinsplaneten sind, wobei dies bei einigen Exemplaren durch Bestätigung der Dichte nachgewiesen werden konnte.
Falls ein solcher Planet die notwendige Dichte deutlich unterschreitet, so spricht man von einem Mini-Neptun, Ozeanplanet oder auch Gas Dwarf. Das System Kepler-138 enthält zwei solche Exoplaneten sowie eine Supererde.
Aufgrund noch höherer Masse in Kombination mit hoher Dichte wurde der Begriff Mega-Erde vorgeschlagen nach der Entdeckung von Kepler-10c.

### Beispielplaneten
| Planet             | Sternsystem      | Masse (M⊕) | Planetenklasse      | Kommentar                                                  |
| ------------------ | ---------------- | ---------- | ------------------- | ---------------------------------------------------------- |
| Erde               | Sonne            | 1          | Erdähnlicher Planet | -                                                          |
| Jupiter            | Sonne            | 318        | Gasplanet           | -                                                          |
| 51 Pegasi b        | 51 Pegasi        | 150        | Hot Jupiter         | erster entdeckter Exoplanet um einen sonnenähnlichen Stern |
| Proxima Centauri b | Proxima Centauri | 1.1        | Erdähnlicher Planet | nächster bekannter Exoplanet                               |
| Gliese 436 b       | Gliese 436       | 22         | Hot Neptune         | -                                                          |
| Gliese 667Cc       | Gliese 667C      | >3.8       | Supererde           | befindet sich in der habitablen Zone                       |